# Adrenaline-autoinjector

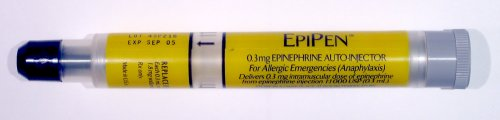
een 0,3 mg EpiPen auto-injector.

De adrenaline-autoinjector wordt vaak aangeduid met de merknaam EpiPen. Het is een met adrenaline voorgevulde injectiespuit, waarmee een patiënt zich zo nodig zelf kan behandelen. Het is bedoeld als eerste hulp bij acute allergische verschijnselen zoals een anafylactische shock ten gevolge van bijvoorbeeld een insectensteek (bij wespenallergie) of bij ernstige voedselallergie. Adrenaline (synoniem epinefrine) is een menselijk hormoon, en zorgt ervoor dat de luchtwegen zich verwijden en de bloedvaten zich vernauwen waardoor de ademhaling gemakkelijker verloopt en de bloeddruk en de hartslag weer stijgen. Omdat het middel vrij snel uitgewerkt raakt, is daarna aanvullende behandeling nodig. Na gebruik moet altijd het alarmnummer worden gebeld, er moeten direct maatregelen worden genomen om een rebound te voorkomen.
Er zijn 3 merken in de handel: 
- Jext (ALK-Abello bv (fabrikant en tevens producent))
- EpiPen (Mylan bv (distributeur); Pfizer (fabrikant))
- Anapen (Allergy Therapeutics Nederland (distributeur); Lincoln Medical (fabrikant))

De eerste twee zijn verkrijgbaar in 2 doseringen: 0,3 mg voor volwassenen en 0,15 mg voor kinderen.
De laatste is er ook in een versie van 0,5 mg voor personen van 60 kg en zwaarder

## Werking
De autoinjector bevat een veermechaniek, waardoor de naald uit de pen schiet wanneer er druk op de kop wordt uitgeoefend door deze tegen de zijkant van het bovenbeen te zetten. Voor gebruik moet een dop aan de achterzijde van de pen (en bij Anapen ook een dop aan de voorzijde) worden verwijderd om het veermechaniek te ontgrendelen.
De autoinjector kan door de kleding heen gebruikt worden.